# Kanton Saint-Paul-3
Kanton Saint-Paul-3 (francouzsky Canton de Saint-Paul-3) je francouzský kanton v departementu Réunion v regionu Réunion. Tvoří ho pouze část města Saint-Paul.